# Кајак и кану на Летњим олимпијским играма 1936 — Ц-2 10.000 метара за мушкарце
Такмичење у кануу двоклеку (Ц-2) 10.000 м  на Летњим олимпијским играма 1936. одржано је 7. августа на регатној стази Берлин — Гринау. 
На такмичењу је учествовало 10 кауиста из 5 земаља који су веслали само финалну трку. 

## Освајачи медаља
|                                             |                                  |                                           |
| Вацлав Мотл · Здењек Шкрланд · Чехословачка | Френк Сaкер Харви Чартерс Канада | Руперт Вајнштабл · Karl Proisl · Аустрија |

## Резултати

### Финале
| Пласман | Кајакаши                        | Земља        | Резултат |
| ------- | ------------------------------- | ------------ | -------- |
|         | Вацлав Мотл Здењек Шкрланд      | Чехословачка | 50:33,5  |
|         | Френк Сaкер Харви Чартерс       | Канада       | 51:15,8  |
|         | Руперт Вајнштабл Karl Proisl    | Аустрија     | 51:28.0  |
| 4.      | Валтер Шур Кристијан Холценберг | Немачка      | 52:35,6  |
| 5.      | Џозеф Хасенфус Валтер Хасенфус  | САД          | 57:06,2  |